# Несаница (филм из 1997)
Несаница (енгл. Insomnia) је норвешки филмски трилер из 1997. године и редитељски првенац режисера Erika Skjoldbjærgа. У главним улогама су Стелан Скарсгорд, Sverre Anker Ousdal, Gisken Armand, Бјерн Флоберг и Марија Боневи. Радња филма прати  полицијског детектива који истражује убиство у граду који се налази изнад арктичког круга. Истрага крене у погрешном правцу када грешком упуца и усмрти свог партнера и након тога покуша да прикрије своју грешку. Наслов филма односи се на његову немогућност да заспи проузроковану сталним отсјајем ноћног сунца.
Инспиран овим филмом 2002. године снимљен је амерички  римејк у режији Кристофера Нолана.

## Радња
Када је убијена 17-годишња Тања у граду Тромсе, далеко на норвешком Арктику, полицајци Јонас Енгстром и Ерик Вик припадници шведске криминаластичке полиције су позвани да истраже убиство. Истрага убиства се знатно закомпликује када Енгсторм у потери за осумњиченим грешком усмрти Вика.

## Улоге
| Глумац                | Улога           |
| --------------------- | --------------- |
| Стелан Скарсгорд      | Joнaс Eнгстром  |
| Sverre Anker Ousdal   | Ерик Вик        |
| Gisken Armand         | Хилде Хаген     |
| Бјерн Флоберг         | Џон Холт        |
| Марија Боневи         | Аnе             |
| Maria Mathiesen       | Tanja Lorentzen |
| Marianne O. Ulrichsen | Froja Selmer    |
| Bjorn Moan            | Ејлер           |
| Thor Michael Aamodt   | Tom Engel       |
| Frоde Rasmussen       | шеф полиције    |